# Jonge zeeklei
De jonge zeeklei - ook wel met de verouderde term afzetting van Duinkerke aangeduid - is de jongste laag zeeklei in de ondergrond in Nederland en België. Jonge zeeklei komt vooral voor in Zeeland, het noorden van Noord-Holland, Friesland en Groningen. Ook ligt er jonge zeeklei in de aangrenzende kustgebieden in Frankrijk en Duitsland. De jonge zeeklei werd van ongeveer 3000 jaar geleden tot de middeleeuwen gevormd. In deze periode raakte de kuststreek regelmatig overstroomd door inbraken vanuit zee, waardoor lagunes werden gevormd. Hierin werd zand en klei afgezet. Vanaf de Middeleeuwen begon men dijken te bouwen en werden de meeste lagunes ingepolderd. Eerder was men van mening dat deze afzettingen gevormd waren door het herhaaldelijk stijgen en dalen van de zeespiegel. Er wordt aangenomen dat de inbraken vanuit zee zijn voortgekomen door het grootschalig afgraven van veen. De jonge zeeklei wordt in de nieuwe lithostratigrafische indeling onder het Laagpakket van Walcheren gerekend binnen de Formatie van Naaldwijk. De Laag van Poeldijk is in het Westland en omgeving de kenmerkende jonge zeekleilaag die de Romeinse overblijfselen bedekt.
Naast jonge zeeklei bestaat ook oude blauwe zeeklei, zoals de naam reeds doet vermoeden is deze gevormd tijdens een eerdere periode van transgressie. Deze kalkhoudende klei – ook woelklei genoemd– werd in het verleden vaak opgedolven en over de akkers gebracht om de bodemvruchtbaarheid te verbeteren. Ook deed men wel aan slibbemesting met behulp van slik dat vanaf de kwelders werd aangevoerd.